# Магнетски флукс
Магнетни флукс или магнетни ток (магнетни флукс или магнетни ток), који се представља грчким словом Φ (фи), је физичка величина која описује магнетно поље у околини покретног наелектрисања. Уколико магнетно поље замишљамо помоћу магнетних линија сила које се шире у простору, тада је флукс број линија која пролази кроз неку затворену контуру.
СИ јединица за магнетни флукс је Wb (вебер), или V s (волт секунда) преко основних јединица, док је јединица која описује индукцију магнетног поља Wb/m² или T (тесла).
Магнетни флукс кроз елемент нормалан у односу на смер магнетне индукције (или магнетног поља) је производ вредности магнетне индукције и елементарне површине. Уопште, магнетни флукс је дефинисан скаларним производом вектора магнетне индукције и вектора елементарне површине. Гаусов закон магнетизма, један од четири Максвелове једначине, говори да је магнетни флукс кроз затворену контуру једнак нули. Овај закон је последица тога што се магнетни дипол не може раставити на елементарне полове, северни и јужни пол.

## Опис
Магнетна интеракција је описана у терминима векторског поља, где је свака тачка у простору повезана са вектором који одређује коју ће силу искусити покретно наелектрисање у тој тачки (погледајте Лоренцова сила). Пошто је векторско поље у почетку прилично тешко визуализовати, у елементарној физици се ово поље може визуелизовати са линијама поља. Магнетни флукс кроз неку површину, на овој поједностављеној слици, пропорционалан је броју линија поља које пролазе кроз ту површину (у неким контекстима, флукс се може дефинисати као тачан број линија поља које пролазе кроз ту површину; иако технички погрешно, ова разлика није битна). Магнетни флукс је нето број линија поља које пролазе кроз ту површину; то јест, број који пролази у једном правцу минус број који пролази у другом смеру (погледајте испод за одлучивање у ком правцу линије поља носе позитиван предзнак, а у ком негативан предзнак).
Магнетни флукс се дефинише као интеграл магнетне индукције кроз неку површину:
{\displaystyle \Phi _{m}=\int \!\!\!\int \mathbf {B} \cdot d\mathbf {S} \,}
где је
{\displaystyle \Phi _{m}\ } магнетни флукс
 је магнетна индукција
 је површина.
Гаусов закон магнетизма казује да
{\displaystyle \nabla \cdot \mathbf {B} =0.\,}
Интеграл по запремини ове једначине, заједно са теоремом дивергенције, даје следећи резултат:
{\displaystyle \int \!\!\!\int \!\!\!\int _{V}\nabla \cdot \mathbf {B} \,d\tau =\oint \!\!\!\oint _{\partial V}\mathbf {B} \cdot d\mathbf {S} =0.}
Другим речима, магнетни флукс кроз било коју затворену контуру мора бити једнак нули, јер се магнет не може поделити на северни и јужни пол.
Насупрот томе, Гаусов закон за електрично поље, још једна од Максвелових једначина, је:
{\displaystyle \nabla \cdot \mathbf {E} ={\rho  \over \epsilon _{0}},}
где је
 јачина електричног поља,
{\displaystyle \rho } је густина слободних наелектрисања (не укључује наелектрисања везана за материјал),
{\displaystyle \epsilon _{0}} је пермитивност вакуума.
Ова једначина наговештава постојање електричних монопола, позитивног и негативног наелектрисања.
Смер вектора магнетног поља {\displaystyle \mathbf {B} } је по дефиницији од јужног ка северном полу унутар магнета, док ван магнета линије силе иду од северног пола ка јужном полу.
Промена магнетног флукса кроз навојак проводника ће индуковати електромоторну силу, а тиме и електричну струју кроз навојак (ако је струјно коло затворено). Ова једначина је дата Фарадејевим законом електромагнетне индукције:
{\displaystyle {\mathcal {E}}=\oint \mathbf {E} \cdot d\mathbf {l} =-{d\Phi _{m} \over dt}.}
На овоме се заснива принцип рада електричног генератора.

## Магнетни флукс кроз затворену површину
Гаусов закон магнетизма, која је једна од четири Максвелове једначине, наводи да је укупни магнетни флукс кроз затворену површину једнак нули. („Затворена површина” је површина која у потпуности обухвата запремине без отвора.) Овај закон је последица емпиријског запажања да магнетни монополи никада нису пронађени.
Другим речима, Гаусов закон за магнетизам је изјава:
{\displaystyle \Phi _{B}=\,\!}{\displaystyle \scriptstyle S}{\displaystyle \mathbf {B} \cdot d\mathbf {S} =0}
за било коју затворену површину S.

## Магнетни ток кроз отворену површину
Док је магнетни флукс кроз затворену површину увек нула, магнетни флукс кроз отворену површину не мора бити нула и важна је величина у електромагнетизму.
Приликом одређивања укупног магнетног флукса кроз површину треба дефинисати само границу површине, стварни облик површине је ирелевантан и интеграл на било којој површини која дели исту границу биће једнак. Ово је директна последица тога што је флукс затворене површине нула.

## Промена магнетног флукса
На пример, промена магнетног флукса који пролази кроз петљу проводљиве жице ће изазвати електромоторну силу, а самим тим и електричну струју, у петљи. Однос је дат Фарадејевим законом:
{\displaystyle {\mathcal {E}}=\oint _{\partial \Sigma }\left(\mathbf {E} +\mathbf {v\times B} \right)\cdot d{\boldsymbol {\ell }}=-{d\Phi _{B} \over dt},}
где је 
{\displaystyle {\mathcal {E}}} је електромоторна сила (ЕМС),
 је магнетни флукс кроз отворену површину Σ,
∂Σ је граница отворене површине Σ; површина, уопштено гледано, може бити у покрету и деформисана, а то је генерално функција времена. Дуж ове границе индукује се електромоторна сила.
 је инфинитезимални векторски елемент контуре ∂Σ,
 је брзина границе ∂Σ,
 је електрично поље,
 је магнетно поље.
Две једначине за ЕМФ су, прво, рад по јединичном наелектрисању извршен против Лоренцове силе у померању пробног наелектрисања око (могуће покретне) границе површине ∂Σ и, друго, као промена магнетног флукса кроз отворену површину Σ. Ова једначина је принцип по ком делују електрични генератори.

## Поређење са електричним флуксом
Насупрот томе, Гаусов закон за електрична поља, још једна од Максвелових једначина, је
{\displaystyle \Phi _{E}=\,\!}{\displaystyle \scriptstyle S}{\displaystyle \mathbf {E} \cdot d\mathbf {S} ={\frac {Q}{\varepsilon _{0}}}\,\!}
где је
 је електрично поље,,
 је затворена површина,
Q је укупно електрично наелектрисање унутар површине S,
ε0 је електрична константна (универзална константа, такође звана „пермитивност слободног простора”).
Флукс од E кроз затворену површину није увек нула; ово указује на присуство „електричних монопола”, односно слободних позитивних или негативних наелектрисања.

## Квант магнетног флукса
| вредности | вредности            | Јединице |
| --------- | -------------------- | -------- |
| Φ0        | 2,067833848...×10−15 | Wb       |
| KJ        | 483597,8484...×109   | Hz/V     |
| KJ-90     | 483597,9×109         | Hz/V     |

Магнетни флукс, представљен симболом Φ, обухваћен неком контуром или петљом је дефинисан као магнетно поље B помножено са површином петље S, тј. Φ = B ⋅ S. B и S могу бити произвољни, што значи да Φ може бити исто тако. Међутим, ако се ради о супрапроводној петљи или отвору у масивном суперпроводнику, магнетни флукс који пролази кроз такав отвор/петљу је заправо квантизован. Квант (суперпроводног) магнетног флукса Φ0 = h/(2e) ≈ 2,067833848...×10−15 Wb је комбинација основних физичких константи: Планкове константе h и наелектрисања електрона e. Његова вредност је, дакле, иста за сваки суперпроводник. Феномен квантизације флукса су експериментално открили БС Дивер и ВМ Фербанк, и независно, Р. Дал и М. Нибауер, 1961. Квантизација магнетног флукса је уско повезана са Литл–Парксовим ефектом, али га је раније предвидео Фриц Лондон 1948. користећи феноменолошки модел.[
Инверзна вредност кванта флукса, 1/Φ0, назива се Џозефсонова константа и означава се KJ. То је константа пропорционалности Џозефсоновог ефекта, која повезује потенцијалну разлику преко Џозефсоновог споја са фреквенцијом зрачења. Џозефсонов ефекат се веома широко користи за обезбеђивање стандарда за високо прецизна мерења потенцијалне разлике, која су (од 1990. до 2019) била повезана са фиксном, конвенционалном вредношћу Џозефсонове константе, означене са KJ-90. Са редефинисањем основних јединица SI из 2019. године, Џозефсонова константа има тачну вредност KJ = 483597,84841698... GHz⋅V−1, која замењује конвенционалну вредност KJ-90.
Следеће физичке једначине користе SI јединице. У CGS јединицама би се појавио фактор c.
Суперпроводна својства у свакој тачки супрапроводника су описана комплексном квантно механичком таласном функцијомΨ(r,t) — параметром реда суперпроводника. Како се свака комплексна функција Ψ може написати као Ψ = Ψ0eiθ, где је Ψ0 амплитуда, а θ фаза. Промена фазе θ за 2πn неће променити Ψ и, сходно томе, неће се променити ниједно физичко својство. Међутим, у суперпроводнику нетривијалне топологије, нпр. суперпроводника са отвором или суперпроводљивом петљом/цилиндром, фаза θ може континуирано да се мења од неке вредности θ0 до вредности θ0 + 2πn како се обилази отвор/петља и долази до исте почетне тачке. Ако је то тако, онда постоји n кванта магнетног флукса заробљених у отвору/петљи, као што је приказано испод.
По минималном спрези, вероватноћа струја бакрених парова у суперпроводнику је:
{\displaystyle \mathbf {J} ={\frac {1}{2m}}\left[\left(\Psi ^{*}(-i\hbar \nabla )\Psi -\Psi (-i\hbar \nabla )\Psi ^{*}\right)-2q\mathbf {A} |\Psi |^{2}\right]\,\!.}
Овде је таласна функција параметар реда Гинзбург–Ландау:
{\displaystyle \Psi (\mathbf {r} )={\sqrt {\rho (\mathbf {r} )}}\,e^{i\theta (\mathbf {r} )}.}
Укључујући у израз вероватноће струје, добија се:
{\displaystyle \mathbf {J} ={\frac {\hbar }{m}}(\nabla {\theta }-{\frac {q}{\hbar }}\mathbf {A} )\rho .}
Док је унутар тела суперпроводника, густина струје J је нула; дакле:
{\displaystyle \nabla {\theta }={\frac {q}{\hbar }}\mathbf {A} .}
Интегрисање око отвора/петље коришћењем Стоксове теореме и {\displaystyle \nabla \times \mathbf {A} =B} даје:
{\displaystyle \Phi _{B}=\oint \mathbf {A} \cdot d\mathbf {l} ={\frac {\hbar }{q}}\oint \nabla {\theta }\cdot d\mathbf {l} .}
Сада, пошто се ред параметра мора вратити на исту вредност када се интеграл врати у исту тачку, добија се:
{\displaystyle \Phi _{B}={\frac {\hbar }{q}}2c\pi =c{\frac {h}{2e}}.}